# (16425) Chuckyeager
(16425) Chuckyeager est un astéroïde de la ceinture principale.

## Description
(16425) Chuckyeager est un astéroïde de la ceinture principale. Il fut découvert le 11 février 1988 à La Silla par Eric Walter Elst. Il présente une orbite caractérisée par un demi-grand axe de 2,30 UA, une excentricité de 0,09 et une inclinaison de 3,5° par rapport à l'écliptique.
Il est nommé d’après l’aviateur Chuck Yeager.